# The Informers
The Informers es una película de 2009 escrita por Bret Easton Ellis y Nicholas Jarecki y dirigida por Gregor Jordan. La filmación tuvo lugar en Los Ángeles, Uruguay y Buenos Aires. 
Fue la última película protagonizada por el actor Brad Renfro antes de su muerte, ocurrida el 15 de enero de 2008, a los 25 años. La película fue dedicada en su memoria.
Un artículo publicado por la agencia Reuters describió la trama de la película como "siete historias que tienen lugar durante una semana en la vida de ejecutivos de películas, estrellas de rock, un vampiro y otros personajes moralmente desafiados", ambientada en la década de 1980.

## Elenco
- Billy Bob Thornton como William Sloan.
- Kim Basinger como Laura Sloan.
- Mickey Rourke como Peter.
- Winona Ryder como Cheryl Laine.
- Fernando Consagra como Brunce.
- Jon Foster como Graham Sloan.
- Amber Heard como Christie.
- Rhys Ifans como Roger.
- Chris Isaak como Les Price.
- Austin Nichols como Martin.
- Lou Taylor Pucci como Tim Price.
- Mel Raido como Bryan Metro.
- Brad Renfro como Jack.
- Theo Rossi como Spaz.
- Cameron Goodman como Susan Sloan.
- Aaron Himelstein como Raymond.
- Jessica Stroup como Rachel.
- Angela Sarafyan como Mary.
- Simone Kessell como Nina Metro.
- Katy Mixon como Patty.
- Daniel Rosenberg como Rocko.